# Veliko Trebeljevo
Veliko Trebeljevo este o localitate din comuna Ljubljana, Slovenia, cu o populație de 77 de locuitori.